# Leioscapheus gracilicornis
Leioscapheus gracilicornis är en insektsart som beskrevs av Bruner, L. 1907. Leioscapheus gracilicornis ingår i släktet Leioscapheus och familjen gräshoppor. Inga underarter finns listade i Catalogue of Life.